# Lappula intermedia
Lappula intermedia är en strävbladig växtart som först beskrevs av Ledebour, och fick sitt nu gällande namn av Mikhail Grigoríevič Popov. Lappula intermedia ingår i släktet piggfrön, och familjen strävbladiga växter. Inga underarter finns listade i Catalogue of Life.